# Luizão (ur. 1998)
Luizão, właśc. Luiz Gustavo Novaes Palhares (ur. 20 lutego 1998 w São Paulo) – brazylijski piłkarz, grający na pozycji pomocnika w brazylijskim klubie  Atlético Goianiense .

## Kariera piłkarska

### Kariera klubowa
Wychowanek São Paulo FC. W 2017 rozpoczął karierę piłkarską w drugiej drużynie FC Porto. 5 sierpnia 2019 został wypożyczony do Worskły Połtawa.